# Ngọc Long, Yên Mỹ
Ngọc Long là một xã thuộc huyện Yên Mỹ, tỉnh Hưng Yên, Việt Nam.

## Địa lý
Xã Ngọc Long có vị trí địa lý:
- Phía đông giáp xã Tân Lập
- Phía tây giáp xã Giai Phạm và xã Đồng Than
- Phía nam giáp xã Thanh Long
- Phía bắc giáp xã Liêu Xá và xã Nghĩa Hiệp.

Xã Ngọc Long có diện tích 5,08 km², dân số năm 2019 là 6.599 người, mật độ dân số đạt 1.299 người/km².

## Lịch sử
Ngày 24 tháng 7 năm 1999, Chính phủ ban hành Nghị định 60/1999/NĐ-CP về việc chuyển xã Ngọc Long thuộc huyện Mỹ Văn cũ về huyện Yên Mỹ mới tái lập quản lý.
Ngày 1 tháng 7 năm 2025 xác nhập với xã Nguyễn Văn Linh